# Indigofera rothii
Indigofera rothii là một loài rau đậu thuộc họ Fabaceae.
Loài này chỉ có ở Ethiopia.